# Piller György
Jekelfalussy Piller György, felsőtárkányi (Eger, 1899. június 19. – San Francisco, 1960. szeptember 6.) kétszeres olimpiai bajnok magyar vívó, edző.

## Pályája
Piller György a Ludovika Akadémián 1918-ban végzett honvédtisztként, majd Miskolcon teljesített katonai szolgálatot. Kiemelkedő eredményeket elért sportolóknál szokatlanul későn, az 1920-as években, a fővárosba kerülésekor ütközött ki sporttehetsége. 1925 és 1927 között a Sporttanárképző Intézetben (SPOTI) elvégezte a honvéd sportoktató tanfolyamot, és a honvédségnél vívást, ökölvívást és birkózást oktatott. Nagy meglepetést keltve 1928-ban és 1929-ben is megnyerte a Honvéd TVE összetett vívóversenyét. 1928-ban tőr- és párbajtőrvívásban részt vett az amszterdami olimpián: a tőrcsapat tagjaként 5. helyezést ért el, a párbajtőrcsapat nem került be a legjobb hat közé. 1929-ben a Magyar AC vívókapitánya lett. Kardvívásban az 1930. évi Európa-bajnokságon egyéniben és csapatban is aranyérmes lett. Pályafutása alatt még négy Európa-bajnoki címet szerzett. Vívóstílusa új fejezetet nyitott a magyar kardvívás történetében. Technikáját folyton változtatta, az alkalmazott stílust mindig az ellenféltől tette függővé, ezért vívása kiismerhetetlen volt. Az 1932. évi Los Angeles-i olimpián bajnoki címet szerzett az egyéni és csapatversenyben is. 1933-tól a magyar válogatott szövetségi kapitánya lett, de 1934-ig még versenyzőként is szerepelt.
1933-tól 1944-ig a Magyar Királyi Testőrségnél szolgált, 1944-ben alezredesként esett szovjet hadifogságba. Hazatérése után a Budapesti Vasas edzőjeként, egyúttal a magyar vívó válogatott szövetségi kapitányaként folytatta pályafutását. Kapitányként összesen négy olimpián vezette a magyar válogatottat.
Az 1956. évi Melbourne-i olimpiáról nem tért haza. Súlyos, gyógyíthatatlan betegen az Egyesült Államokban telepedett le, ahol megoperáltatta magát. Ezután vívóedző lett.

## Sporteredményei

### Kardvívásban
- kétszeres olimpiai bajnok:
  - 1932, Los Angeles: egyéni
  - 1932, Los Angeles: csapat (Gerevich Aladár, Glykais Gyula, Kabos Endre, Nagy Ernő, Petschauer Attila)
- hatszoros Európa-bajnok:
  - 1930, Liège:
    - egyéni
    - csapat (Garay János, Glykais Gyula, Gombos Sándor, Kabos Endre, Petschauer Attila)

  - 1931, Bécs:
    - egyéni
    - csapat (Gerevich Aladár, Glykais Gyula, Gombos Sándor, Petschauer Attila)

  - 1933, Budapest: csapat (Gerevich Aladár, Kabos Endre, Kovács Pál, Maszlay Lajos, Zirczy Antal)
  - 1934, Varsó: csapat (Erdélyi Jenő, Gerevich Aladár, Kabos Endre, Rajcsányi László, Rajczy Imre)
- Európa-bajnoki 5. helyezett:
  - 1929, Nápoly:egyéni

### Tőrvívásban
- Európa-bajnoki 2. helyezett:
  - 1931, Bécs: csapat (Hajdú János, Hatz Ottó, Kálniczky Gusztáv, Rády József, Tóth Péter)
- Európa-bajnoki 3. helyezett:
  - 1929, Nápoly: csapat (Hajdú János, Hatz Ottó, Kálniczky Gusztáv, Rozgonyi György)
- tizenkétszeres magyar bajnok

## Emlékezete

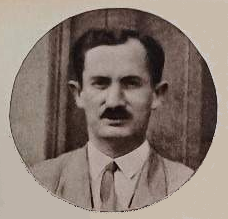
1931-ben

- Emléktáblája Egerben, a Dr. Nagy János utca 12. alatti ház homlokzatán: „A magyar kard dicsőségének emlékére jelölte meg Eger város közönsége ezt a házat, amelyben Piller György m. kir. honvéd százados az 1932. évi Los Angelesi olimpiász világbajnoka született.”[3]

- Emléktáblája Miskolcon, a Herman Ottó Gimnázium homlokzatán: „Jekkelfalussy Piller György (1899–1960) Borsody László fővívómester tanítványa, kétszeres olimpiai bajnok kardvívó, honvéd vívómester emlékére, aki 1920 és 1925 között az ebben az épületben állomásozó m. k. 13. honvéd gyalogezredben szolgált.”[4]

## Díjai, elismerései
- Sport Érdemérem arany fokozat (1955)[5]